# ۷ ژانویه
۷ ژانویه هفتمین روز سال در گاه‌شماری میلادی است. ۳۵۸ روز (در سال‌های کبیسه ۳۵۹روز) تا پایان سال باقی‌است.

## رویدادها
- ۱۶۱۰ - گالیلئو گالیله چهار قمر بزرگ مشتری را کشف کرد.

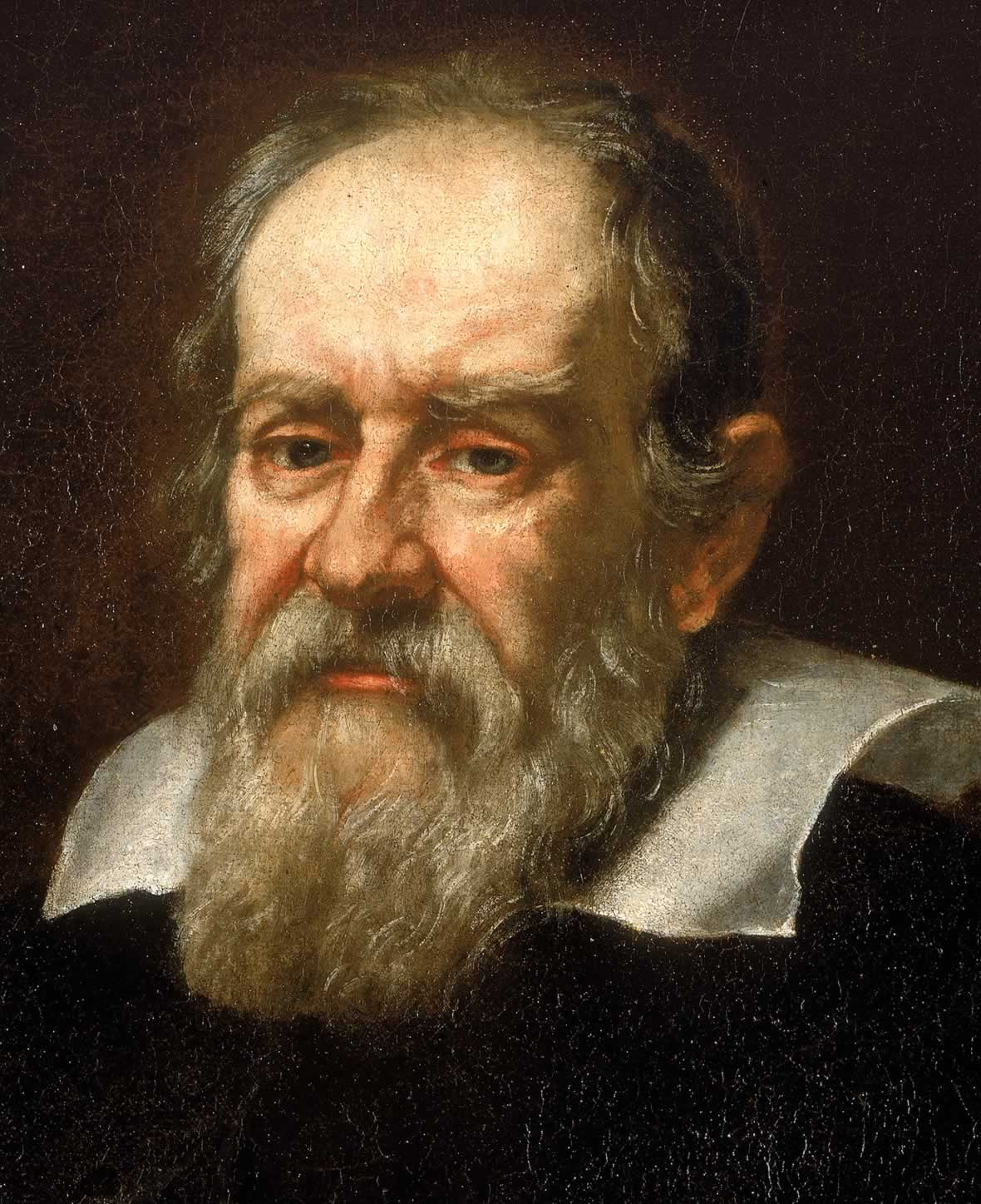
گالیلئو گالیله

- ۱۹۲۷ - نخستین تماس تلفنی بین آتلانتیکی از لندن به نیویورک برقرار شد.
- ۱۹۵۳ - هری ترومن، رئیس‌جمهور ایالات متحده دستیابی این کشور به بمب هیدروژنی را اعلام کرد.
- ۱۹۷۹ - در جریان سومین جنگ هندوچین، قوای ویتنامی شهر پنوم پن، پایتخت کامبوج را تصرف و خمرهای سرخ را از شهر بیرون راندند.
- ۲۰۲۳ - آغاز اعتراضات ضد اصلاحات قضایی ۲۰۲۳ اسرائیل

## زادروزها
- ۱۹۲۵ - جرالد دورل، طبیعت‌شناس و نویسندهٔ بریتانیایی (د. ۱۹۹۵)
- ۱۹۳۸ - رولان توپور، تصویرگر، نقاش، کاریکاتوریست و نویسنده فرانسوی (د. ۱۹۹۷)
- ۱۹۶۴ - نیکولاس کیج، بازیگر و تهیه کنندهٔ آمریکایی

## درگذشت‌ها
- ۸۳۸ - بابک خرمدین، رهبر ایرانی جنبش خرمدینان.
- ۱۹۴۳ - نیکولا تسلا، مخترع و مهندس آمریکایی.
- ۱۹۴۷ - آناستاس کرملی، کشیش عراقی.
- ۱۹۵۱ - رنه گنون، فیلسوف فرانسوی.
- ۱۹۸۸ - تروور هاوارد، بازیگر بریتانیایی (ز. ۱۹۱۳).
- ۱۹۹۸ - راشد الخضر، آهنگساز کویتی.[۱]